# Christine Friedlein

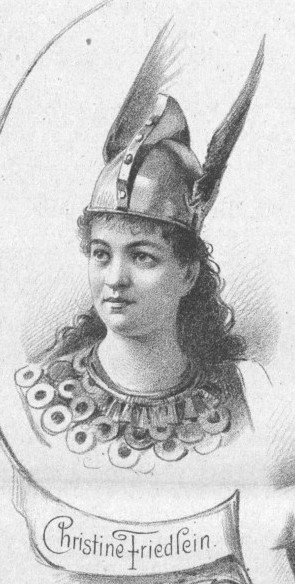
Christine Friedlein (1891)

Christine Friedlein (* 7. Januar 1862 in Regensburg; † 25. September 1938) war eine deutsche Opernsängerin (Alt).

## Leben
Friedlein erfuhr ihre Ausbildung zur Sängerin an der königl. Bayer. Musikschule in München und war dort u. a. Schülerin von Marie Schröder-Hanfstängl und Johanna Wagner. Hermann Levi verpflichtete sie unmittelbar nach Beendigung ihres Studiums für kleinere Partien in "Parsifal" an die Bayreuther Festspiele.
Am 1. Oktober 1884 konnte Friedlein am Großherzogl. Hoftheater Karlsruhe erfolgreich als „Orpheus“ debütieren. Bis zu ihrer Abschiedsvorstellung 1911 blieb sie an diesem Theater engagiert. Ihren Lebensabend verbrachte sie in Bregenz. 1923 erschienen autobiographische "Erinnerungsblätter", die viele amüsante Künstleranekdoten enthalten.
Regelmäßige Gastauftritte absolvierte Friedlein aber auch in königl. Hoftheater (Stuttgart), Hoftheater (Mannheim), Opernhaus (Frankfurt/M.). Daneben war sie eine gefragte Sängerin für Solokonzerte.

## Rollen (Auswahl)
- Orpheus – Orfeo ed Euridice (Christoph Willibald Gluck)
- Fidès – Le prophète (Giacomo Meyerbeer)
- Ulrica – Un ballo in maschera (Giuseppe Verdi)
- Frau Reich – Die lustigen Weiber von Windsor (Otto Nicolai)
- Azucena – Il trovatore (Giuseppe Verdi)
- Fricka – Die Walküre (Richard Wagner)